# Barcsay Domokos
Nagybarcsai Barcsay Domokos (Nagyszeben, 1848. december 13. – Kolozsvár, 1913. január 20.), a főrendiház tagja volt és a szóbeli magyar anekdota irodalom nagy mestere.

## Életútja
Tanulmányait Nagyszebenben végezte, majd rövid időre katonai pályára lépett. Kolozsvár és megyéje életében vezérszerepet vitt. Érdemei elismeréséül a király egyik erdélyi útja alkalmával a főrendiház élethossziglani tagjává nevezte ki, de 1892-ben bánffyhunyadi országgyűlési képviselővé választották, s így főrendiházi tagsága megszűnt. 1911. január 19-én azonban a király ismét kinevezte a főrendiház élethossziglani tagjává.

## Harsányi Zsolt Barcsayról
Harsányi Zsolt írta: „ ..nem ült igazi trónon de azért „fejedelem”-nek nevezte a köztudat… Barcsay Domokost, mindnyájan fejedelemnek neveztük. Nemcsak azért, mert abból a családból származott, amely fejedelmet adott valaha Erdélynek. Abban, hogy „fejedelem” volt társaságbeli becézőneve, benne rejlett elismerése közéleti tekintélyének, éles eszének, társaságtápláló kedélyének, legyőzhetetlen  tréfahajlamának…”
Domokos egyébként nem volt közvetlen fejedelmi leszármazott. Barcsay Ákos erdélyi fejedelem (1658-1660) ugyanis két feleségét is meggyászolta, gyermeke azonban nem volt. Domokos őse a fejedelem testvére, Barcsay Sándor alispán  volt.
„…Magastermetű, testes ember volt…lassan, lomhán, mégis méltóságosan sétált a kolozsvári főtéren, olykor meg-megállva valamely ismerőssel beszélgetni…. Ott élt bánffyhunyadi kastélyában, de többnyire Kolozsvárott tartózkodott, vagy pedig mint országgyűlési képviselő, Pesten tanyázott, ahol a Nemzeti Kaszinó volt az otthona… Mikor Ferenc József lent járt Erdélyben hadgyakorlaton (1894 őszén), ragaszkodott hozzá, hogy vendégül lássa.  A vendéglátás költségeit a kabinetiroda meg akarta fizetni neki, azt büszkén visszautasította. Pedig ő maga nem volt vagyonos ember, csak igen gazdagon házasodott: a híres nevezetes örmény nábob Korbuly Bogdán lányát vette feleségül. A ferencjózsefi vendéglátás költségeit is Korbuly fizette, mégpedig kétszer. Mert az első húszezer forintot, amit a vő kérésére kiutalt, a fejedelem még azon éjszaka egy ültő helyében elkártyázta. Korbuly másnap kénytelen volt még egyszer odaadni a húszezer forintot….
….Rudolf trónörökössel is jó barátságban volt, gyakran vadásztak együtt az erdélyi havasokban.
…Valakinek  folyton mellette kellett volna somfordálni, s a mit mond, rögtön jegyezni, hogy annak elmeéle, magyarsága, jó íze el ne vesszen. De elveszett. Az ilyen elmésség megnevettet, gyönyörködtet, aztán akik hallották, rövidesen elfelejtik…. Azért tréfáinak lényege talán mégsem ment egészen veszendőbe. Életének emlékéhez nagy alkotások nem tapadnak ugyan, de hozzátapad valami jóleső, zamatos szájíz: annak az erdélyi magyar humornak a szájíze, ami elmúlhatatlan….”

## Sisakos feljegyzéseiből
A „fejedelem” élcei azért nem tűntek el nyomtalanul - 1905-ben egy „Sisakos” álnevű szerző „Barcsay Domokos képviselőházi és egyéb adomái” című 164 oldalas művében emléket állított a „fejedelem”-nek.
A nevezetes hadgyakorlatról írja: „A bánffyhunyadi hadgyakorlatok idején Ő Felsége részére külön sátrat, az u.n. custozzai sátort készítették. Ebben a sátorban ebédet  adott egyik napon Ő Felsége s erre az ebédre Barcsay Domokos is hivatalos volt. Ott ült a király jobbján s tartotta szóval a társaságot és vídámította pompásabbnál pompásabb élcekkel a királyt. Délután három órakor kezdődött az ebéd s megtörtént az a hallatlan eset, hogy Ő Felsége esti 10 óráig ott maradt a sátorban, hol Barcsay egyre ontotta magából páratlan humorának gazdag derűjét. A búcsúnál  meg is mondta Őfelsége őszintén és magyarosan Barcsaynak: „Igazán nagyon jól éreztem magamat és nagyon sajnálom, hogy tovább nem élvezhetem társaságát.”

## Cs. Szabó Kálmán megemlékezése
Cs. Szabó Kálmán így emlékezett róla:  „…mindenki csak „fejedelemnek” szólította. Így ismerte az egész ország, mely tréfáin, ötletein, sokat nevetett. Politikában, társaságban, mindenki szerette…Egy asztaltársaság volt Neuszidler Géza vendéglőjében,… a mai Ferenciek terén. A kis szobában rendszerint öten ültünk: Mikszáth Kálmán az asztalfőn…Barcsay Domokos mindig Mikszáth mellett ült, minthogy különben is meleg barátság fűzte össze őket…. Barcsay mókáin Mikszáth nagyokat nevetett. A Fejedelem szeretett történeteket  előadni. Anekdotázó magyar volt, de ebben az anekdotákban benne volt a kor képe, melyről beszélt…”

## Barcsay és Mikszáth
Mikszáth Kálmán is megemlékezett róla, fivérének, Barcsay Kálmánnak halála alkalmából írott cikkében:  „…úgy megszoktuk a két Barcsayt, mint az emberi arcon a két szemet, két mosolygós vidám szemet, két mosolygós vidám szemet…Az igazságot belegöngyölte egy kis csintalanságba, a maliciát körülcukrozta, hogy ne bántson. Bölcs volt, aki mulattatva tanított és mézet kevert a vitriolba, mielőtt rácsöppentett belőle valakire….”.

## Barcsay és Munkácsy
Jó barátságban állt Munkácsy Mihállyal is. A művész halála alkalmából : ”Munkácsy Mihályról” címen írt feljegyzést a Magyar Polgárban, „Én is voltam valaha Munkácsynak kocsisa” alcímmel. Aminek az a története, hogy egy alkalommal nála vendégeskedett a festő, és akkor kapta ajándékba azt az ősi kürtöt Barcsaytól, amit aztán „…oda is festett a „Honfoglalás” képére…”. Bánffyhunyadról a maga hajtotta  saját négyesfogatán vitte be Munkácsyt Kolozsvárra, ahová a gyorsvonatnál egy negyedórával hamarabb be is érkeztek. Ezzel dicsekedett aztán, hogy a művész kocsisa volt. Egy évvel később franciaországi otthonában, Auteuilleben látta vendégül Munkácsy Mihály. Meg is kérdezte Barcsayt, hogy a kürt ajándékot hogyan honorálhatná végre. Domokos, a rá jellemző módon  így válaszolt: „Hiszen nem sürgős, majd ha megint lejössz Hunyadra, eligazítjuk a dolgot. Tudod, van két kis szobám, már nagyon rászorulnak a festésre. Amelyikhez kedved lesz, kipingálod…. Ezzel aztán kvittek leszünk.” Utoljára egy udvari fogadáson találkoztak. A délceg művészember akkor már meg volt törve. A Barcsay nevére már nem emlékezett, csak arra, hogy: „Én is voltam valaha a Munkácsy kocsisa!”

## Barcsay és Szentgyörgyi
A kolozsvári színészről, Szentgyörgyi Istvánról mesélik: „Barcsay Domokos, a „fejedelem” is meginvitálta olykor-olykor próbák után egy néhány pohárka finom italra. Pista bátyánk nem kedvelte ugyan az úri társaságot, sokszor dohogta, hogy nem szeret nagyurakkal egy tálból cseresznyét enni, de Barcsay  Domokos kivétel volt. Bohém volt, tréfás kedvű, mindig évelődő, a komédiásnépet imádó, közvetlen egyéniség, akiből társaságban sohasem ütközött kis a fejedelmi vér gőgje…”.

## Epilógus

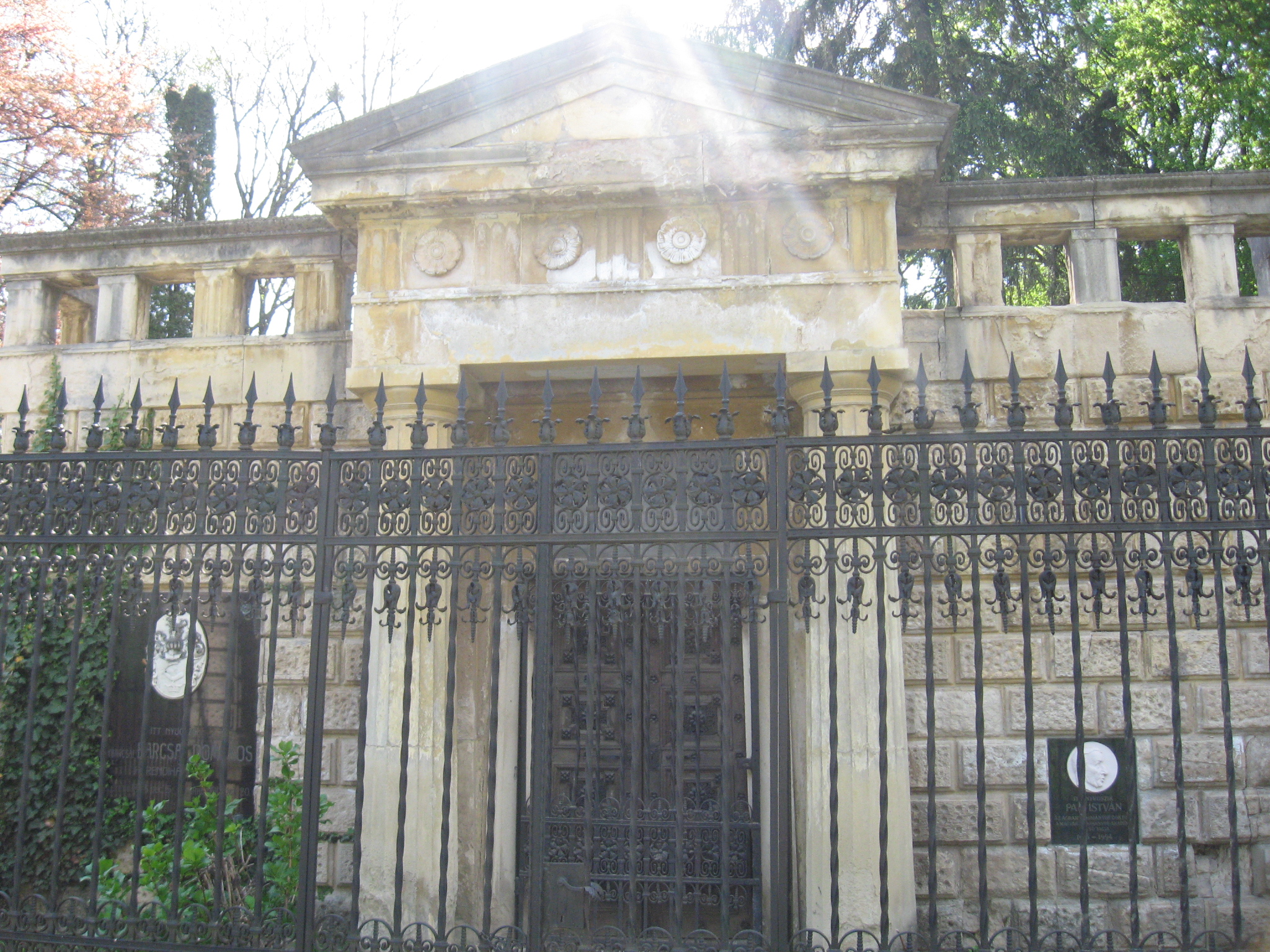
Sírja a Házsongárdi temetőben.

Az egykori bánffyhunyadi Barcsay kastélyparknak botanikai érdekessége az az óriásfenyő, amely alatt a halálosan megsebesült II. Rákóczi György a szászfenesi csatából menekülőben a legenda szerint megpihent.
Az interneten  Barcsay Domokos földszintes kastélyáról, mint Bánffyhunyad egyik „látnivalójáról”, ez áll: „A Barcsay-kastély (Avram Iancu utca 41 sz.) a 18. században épült. Jelenleg román nyelvű kisegítő iskolának helyet adó műemlék. A kastély területén tekinthető meg az az emelvény, amelyről I. Ferenc József végignézte az 1894-es nagy őszi hadgyakorlat seregszemléjét.

## Lásd még
- Anekdota Erdélyben